# Roucheria
Roucheria es un género con quince especies de plantas con flores perteneciente a la familia Linaceae. Fue descrita por Jules Emile Planchon y  publicado en London Journal of Botany  6: 142 en el año 1847. LT designated by Bentham in Bentham & J. D. Hooker, Gen. 1: 244 ( 1862).   Su especie tipo es Roucheria calophylla Planch.

## Especies
| - Roucheria angulata - Roucheria calophylla - Roucheria columbiana - Roucheria contestiana - Roucheria elata - Roucheria griffithiana - Roucheria humiriifolia - Roucheria latifolia | - Roucheria laxiflora - Roucheria macrophylla - Roucheria monsalveae - Roucheria parviflora - Roucheria punctata - Roucheria schomburgkii - Roucheria sipapoensis |